# Filosofia platônica-cristã
Filosofia platônico-cristã refere-se a duas correntes presentes na Filosofia da Idade Média, seu principal representante fora Santo Agostinho, as duas correntes são: por um lado, à apropriação da filosofia platônica pelos primeiros padres da Igreja Cristã (a chamada Patrística). E por outro, a um desenvolvimento "natural" da própria filosofia platônica, que em muitos pontos pode ser interpretada como mantendo uma relação de identidade ou ao menos de perfeita justaposição com a doutrina cristã (concepções metafísicas e morais tais como o dualismo psico-físico, a superioridade intrínseca do "outro mundo" - mundo das ideias em Platão, Reino dos Céus no cristianismo - em relação ao mundo presente, o corpo como "prisão da alma", etc).
Posteriormente, com os chamados Neo-platônicos (em especial, Plotino), ganha ênfase a fusão de elementos místicos da filosofia platônica e da doutrina cristã, como práticas de ascese e "visualização" ou experiências místicas, como por exemplo a visualização da ideia suprema (a ideia do Bem, para Platão), sendo entendida como a experiência de contato com o Deus cristão enquanto bondade absoluta.